# DHL
DHL (Dalsey, Hillblom and Lynn) — німецька міжнародна компанія експрес-доставки вантажів і документів. Працює більш ніж у 120 000 містах у 220 країнах і територіях. Станом на 2019 рік, DHL доставляє 1,5 млрд посилок щорічно.

## Історія
Заснована 20 вересня 1969 року як кур'єрська служба для перевезення пошти між Сан-Франциско і Гонолулу. Назва компанії утворена за першими літерами прізвищ засновників — Адріана Делсі (Adrian Dalsey), Ларрі Хіллблома (Larry Hillblom) і Роберта Лінна (Robert Lynn).
Перш за все, компанія була зацікавлена в міжнародній доставці, однак, відкриваючи представництва в різних країнах світу, поступово виходила і на внутрішні ринки (наприклад, відкриття сервісу по доставці в межах США в 1983 році). DHL розширювалася, надаючи свої послуги в тому числі і в тих країнах, куди ще не виходили її конкуренти, включаючи Радянський Союз, Східний блок, Ірак, Іран, КНР, В'єтнам і КНДР.
У 1998 році Deutsche Post почала купувати акції DHL. До 2001 року Deutsche Post володіла контрольним пакетом акцій, а в 2002 році остаточно придбала DHL, зробивши її частиною свого експрес-підрозділу (DHL Express) і розподілила ресурси, що залишилися між іншими підрозділами і дочірніми компаніями Deutsche Post. В даний момент DHL Express ділить свій відомий бренд — DHL — з іншими підрозділами Deutsche Post, такими, як DHL Global Forwarding і DHL Supply Chain.
З лютого 2009 року DHL Express Service перестала надавати послуги по внутрішніх операціях в США.

## Спонсорство
DHL офіційний логістичний партнер Cirque du Soleil і перевозить з міста у місто 2000 т і 80 контейнерів реквізиту.

## Скандали
У 2017 році компанія підтвердила, що продовжує працювати в тимчасово окупованому Криму.

## Цікаві факти
В Амстердамі (Нідерланди) для доставки пошти DHL використовує човни і велосипеди.

## Галерея

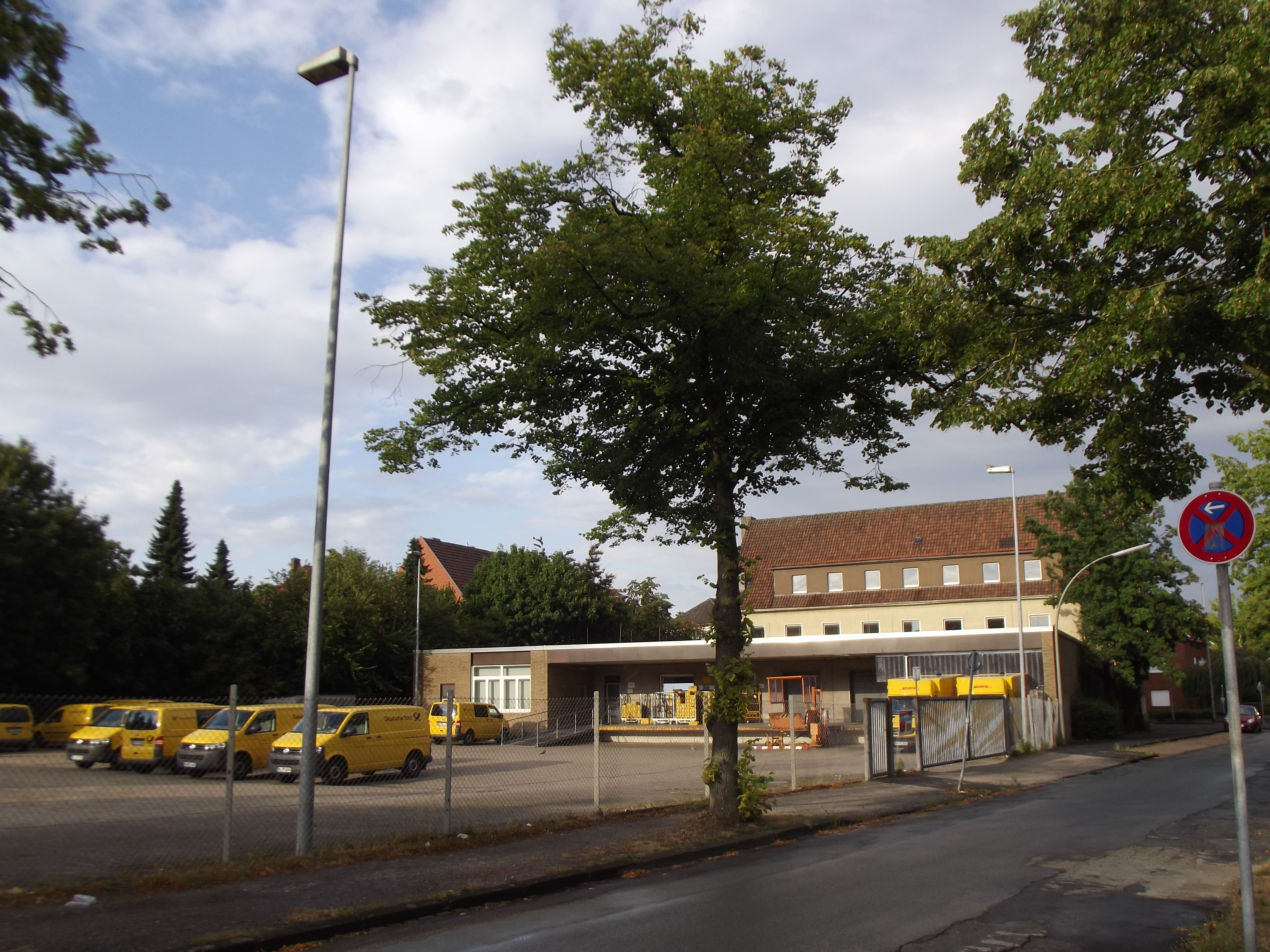
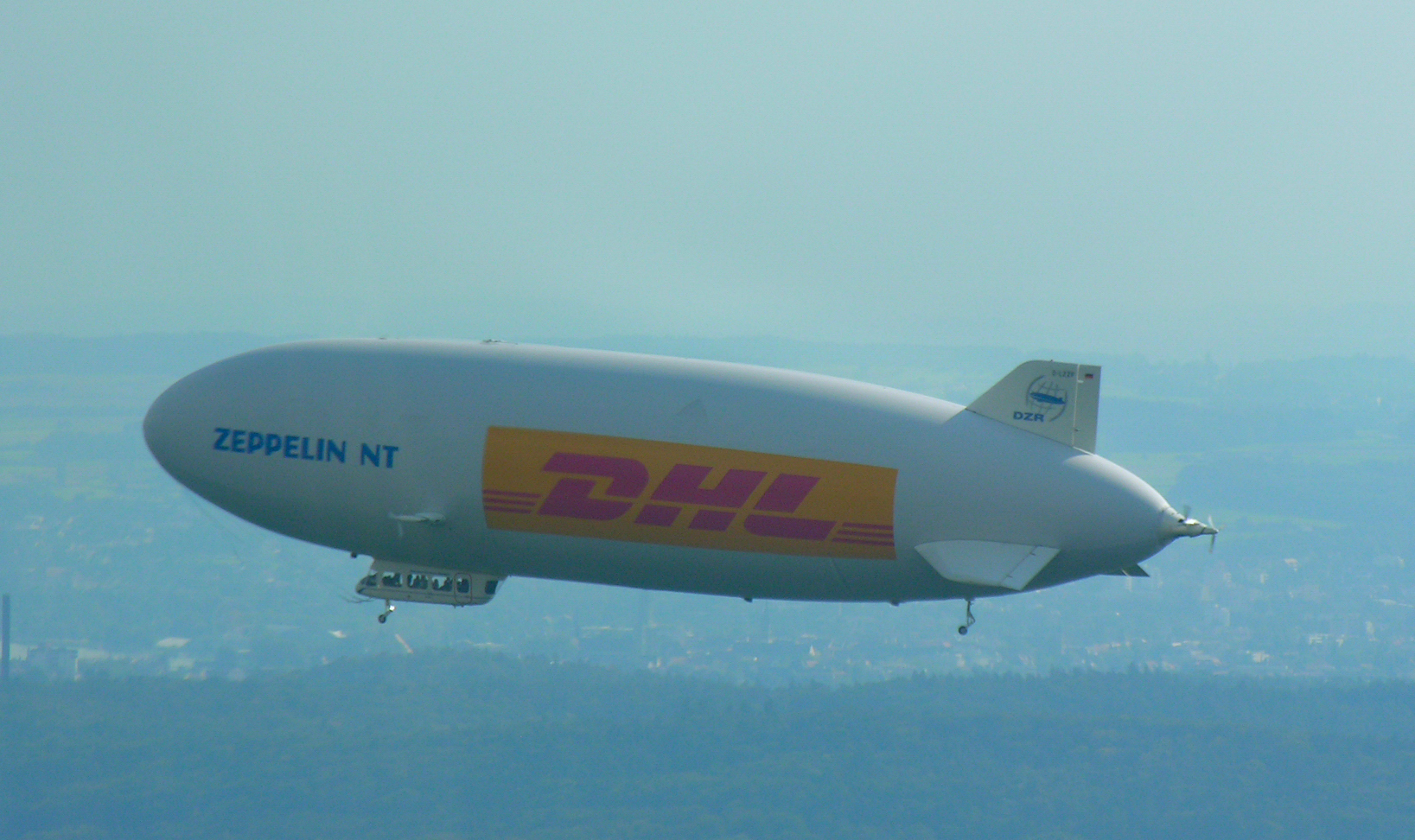
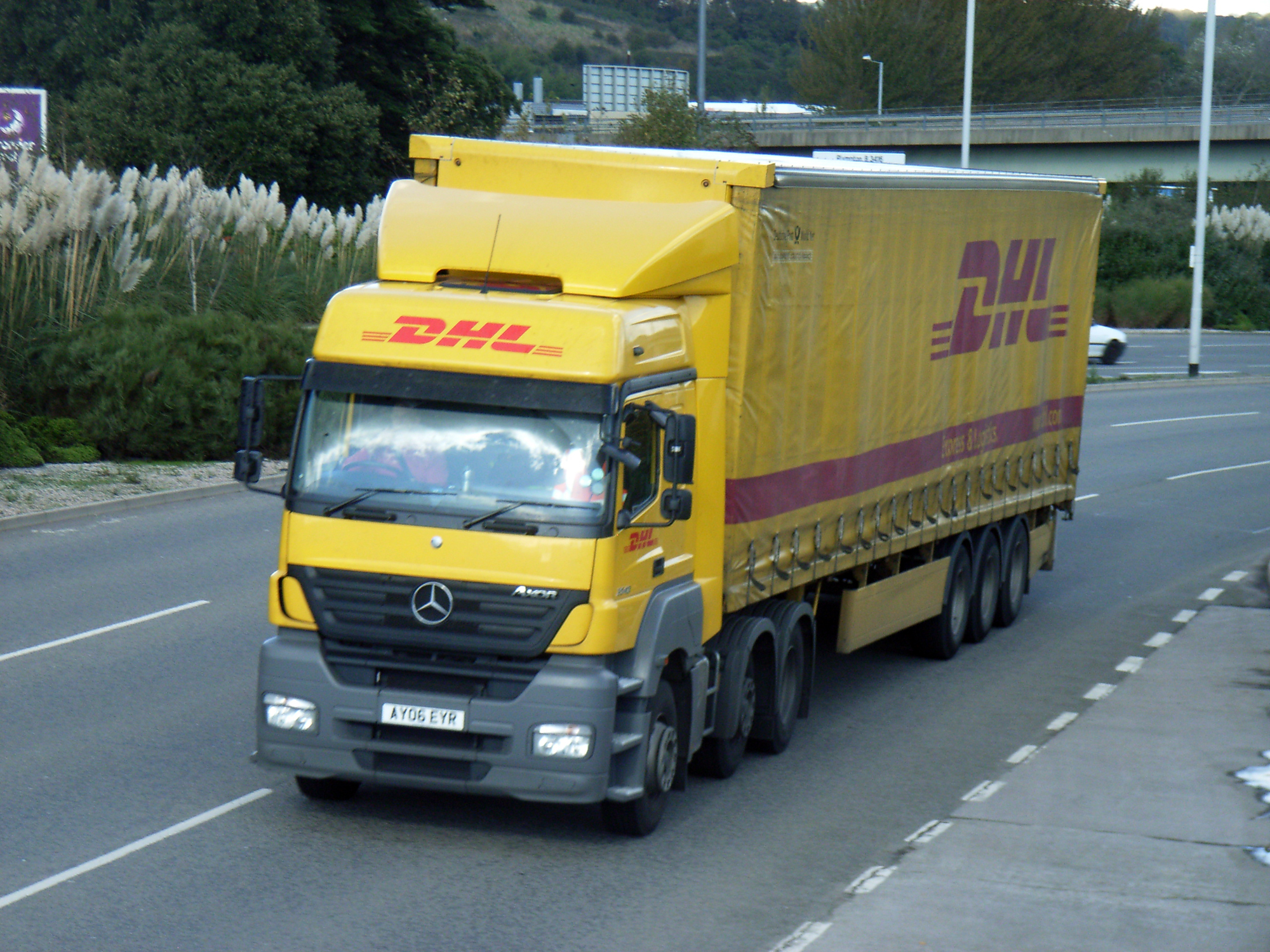
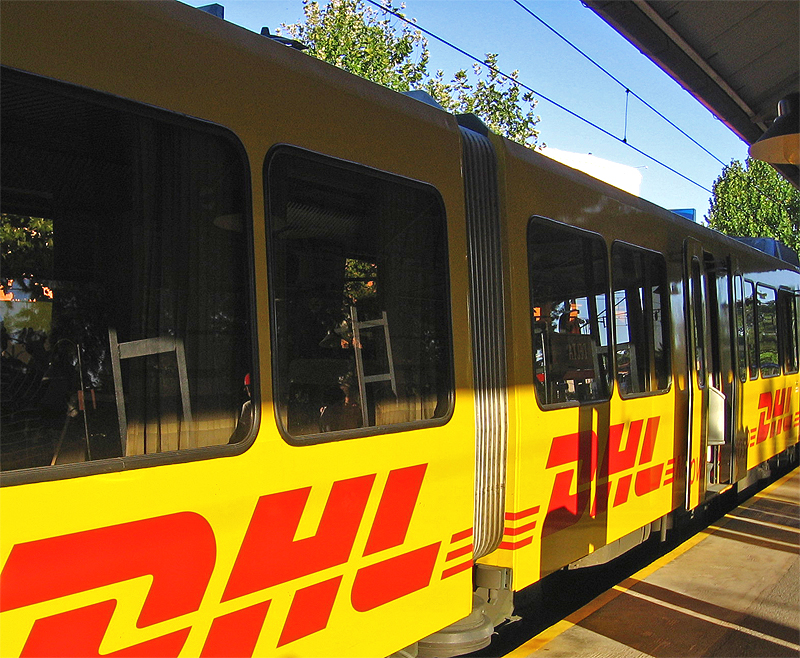
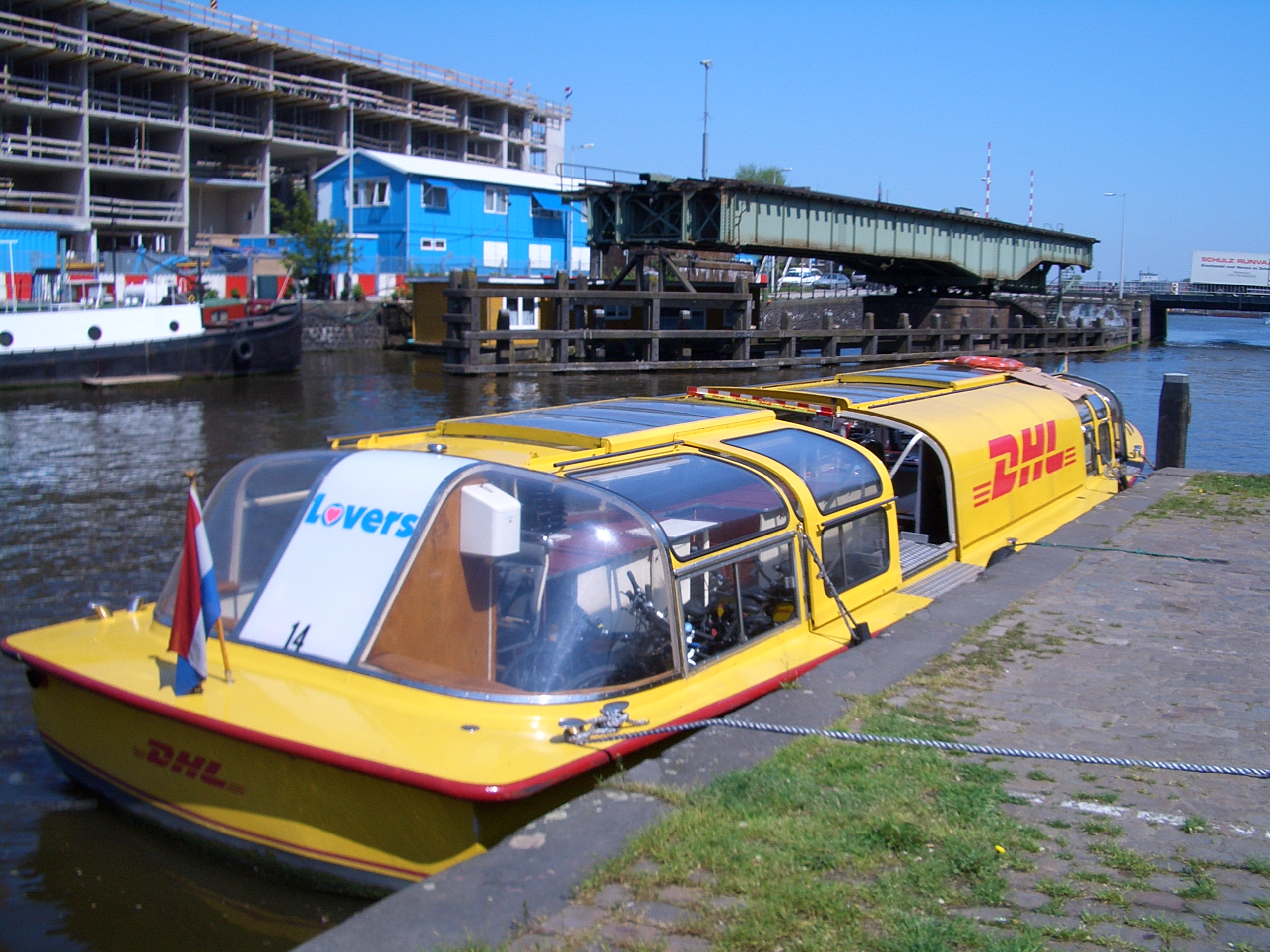
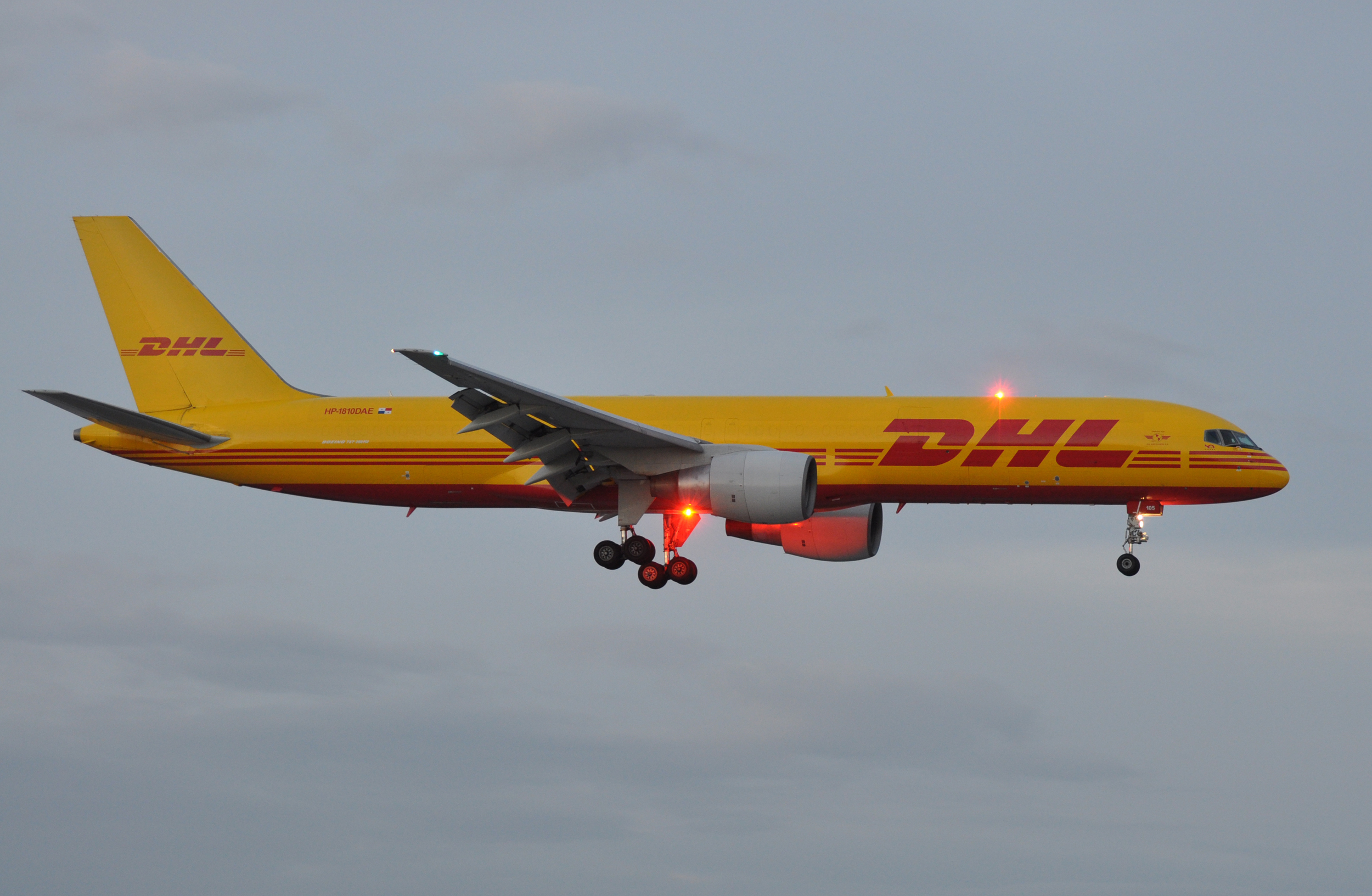
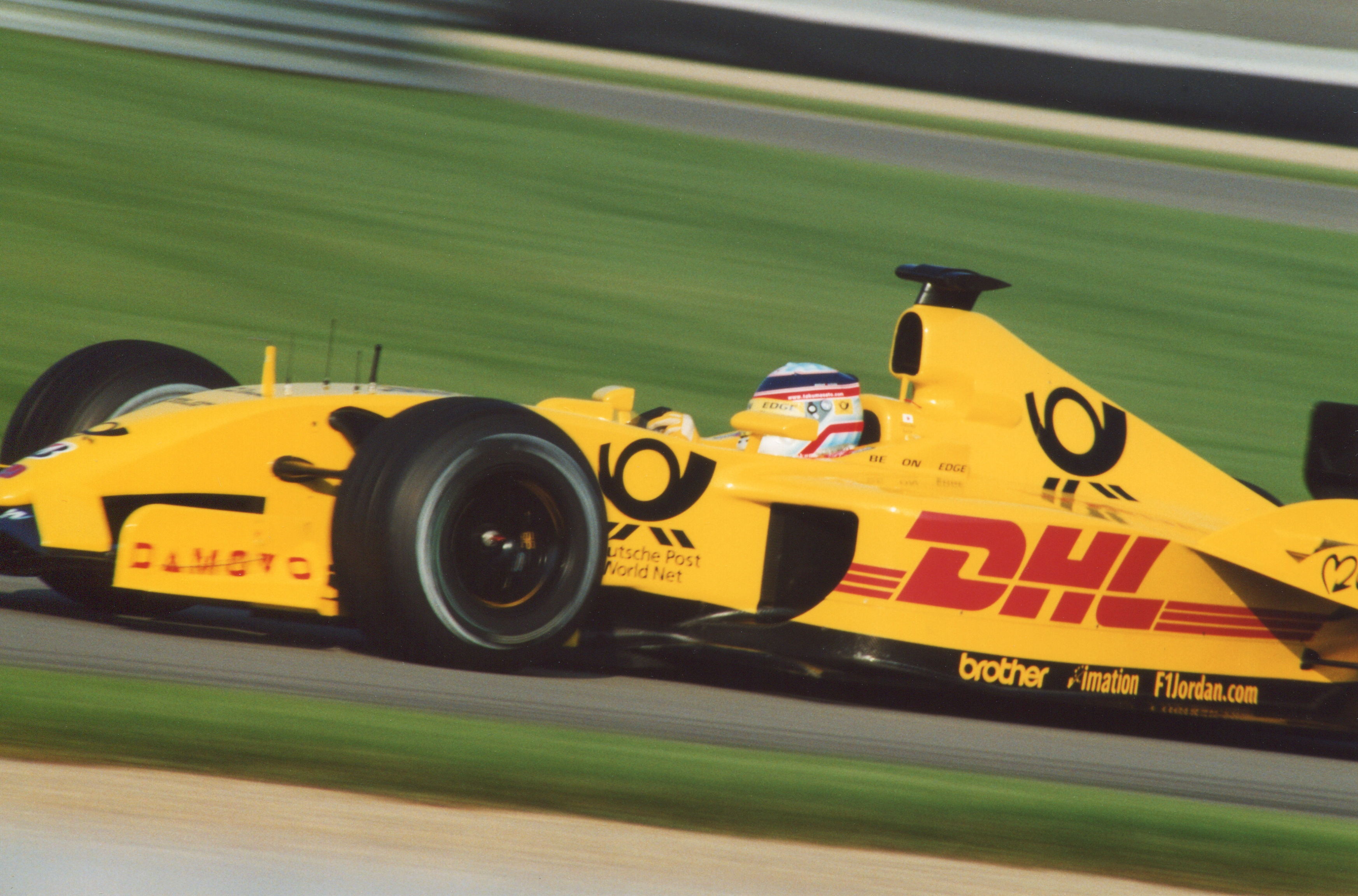
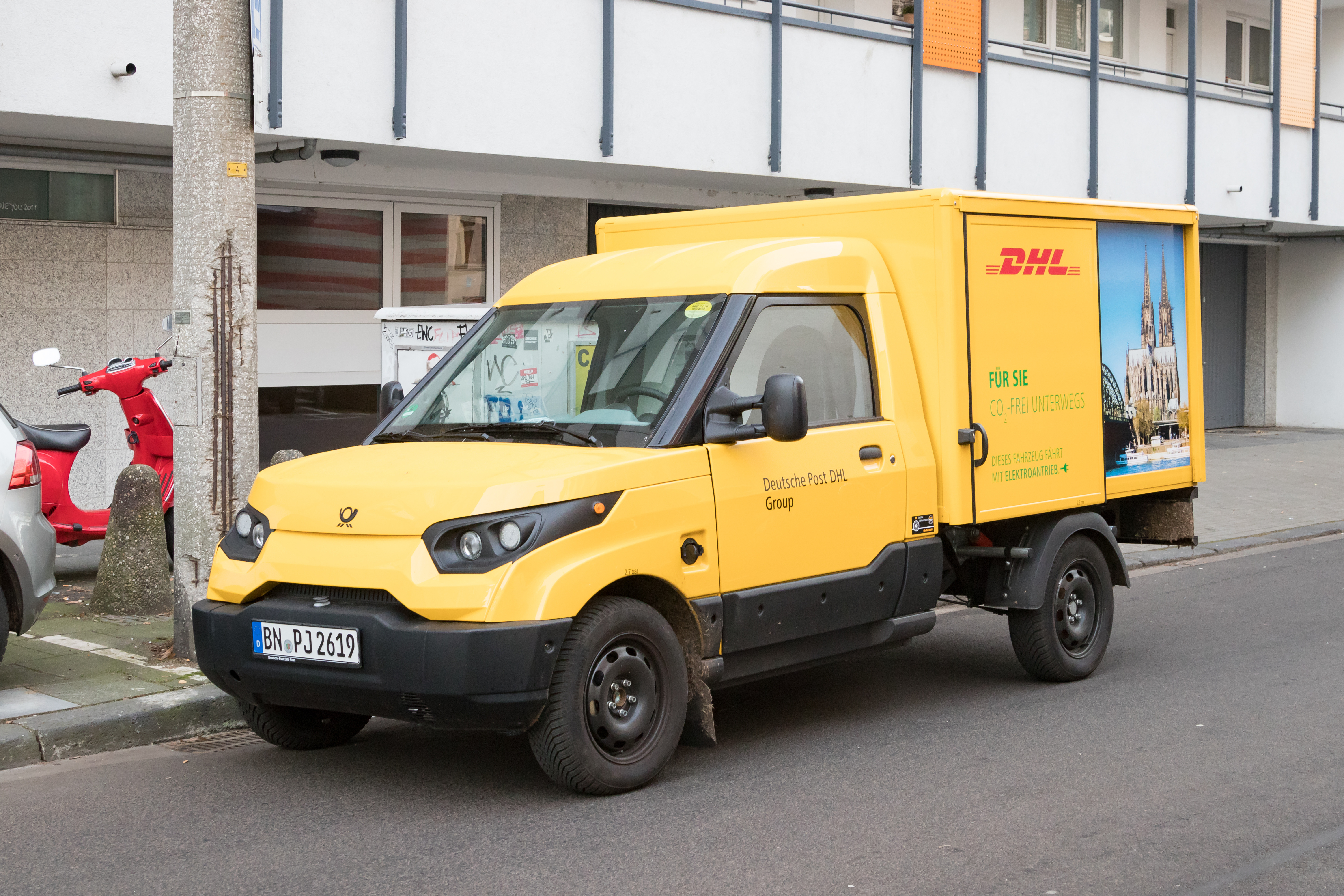
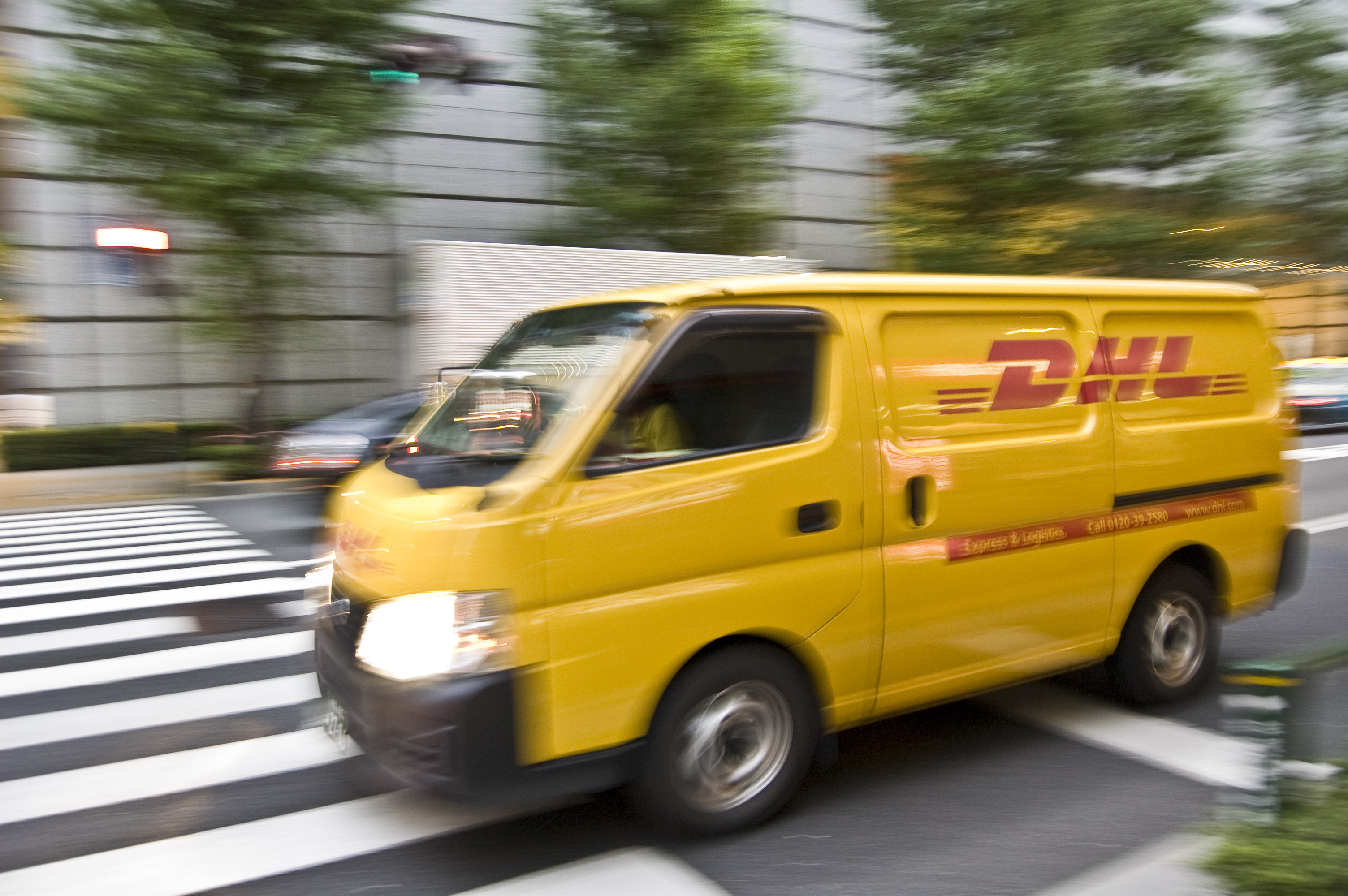